# Echioceras
Echioceras is een uitgestorven geslacht van mollusken, dat leefde tijdens het Vroeg-Jura.

## Beschrijving
Deze ammoniet had een sterk evolute schelp met veel duidelijk waarneembare windingen en een ondiepe navel. De zijkanten waren bezet met korte rechte ribben, die niet overgingen naar de buikzijde met de lage kiel. De diameter van de schelp bedroeg ongeveer 6 cm.

## Leefwijze
Dit geslacht bewoonde matige diepten in de neritische zone. Het was een trage zwemmer, die zich voedde met aas en traagzwemmende prooien.